# Esclavage aux Seychelles
L'esclavage aux Seychelles est un système juridique et social qui applique le droit de propriété aux individus, dits esclaves, sur le territoire des Seychelles. L'abolition de l'esclavage aux Seychelles a été un processus graduel qui est devenu de plus en plus prononcé au début du XIXe siècle et s'est finalisé en 1835.

## Esclavage
Les esclaves aux Seychelles ont été classés en quatre grandes catégories. La première catégorie était constituée par les Créoles (le groupe le plus important), ceux de sang métissé d'Afrique et d'Europe qui ont été amenés de Maurice et ont eu des enfants nés sur l'île ; ils étaient souvent considérés comme supérieurs en intelligence.

## Abolition
Le mouvement anti-esclavagiste aux Seychelles dirigé par William Wilberforce a pris le pouvoir au début du XIXe siècle. L'administrateur civil de l'époque, Mylius, indique que le jour de l'émancipation, le 11 février, les esclaves affranchis ont répondu par « des manifestations pacifiques de joie ».